# Lichenophanes egregius
Lichenophanes egregius là một loài bọ cánh cứng trong họ Bostrichidae. Loài này được Lesne miêu tả khoa học năm 1934.